# Bacescomysis abyssalis
Bacescomysis abyssalis är en kräftdjursart som först beskrevs av Lagardère 1983.  Bacescomysis abyssalis ingår i släktet Bacescomysis och familjen Petalophthalmidae. Inga underarter finns listade i Catalogue of Life.